# Tit Didi (tribú de la plebs 95 aC)
Tit Didi (en llatí: Titus Didius) va ser segurament fill del cònsol romà Tit Didi. Formava part de la gens Dídia, una família romana d'origen plebeu.
Va ser tribú de la plebs l'any 95 aC junt amb Luci Aureli Cotta. En les disputes que hi va haver contra Quint Cepió, els dos tribuns van acabar davant un tribunal portats per la força.